# 荣塘镇
荣塘镇，是中华人民共和国江西省宜春市丰城市下辖的一个乡镇级行政单位。

## 行政区划
荣塘镇下辖以下地区：
荣塘社区、荣塘村、望郭村、芳田村、汕田村、甘华村、夏阳村、马口村、荣木村、北湖村、店里村、黄木村、阳泗村、彭家村、吉塘村、张坊村、天井村和江下村。